# موتيهاري
موتيهاري (بالإنجليزية: Motihari)‏ (بالأردية: موتیہاری) هي المقر الرئيسي لمديرية جمبارن الشرقية في ولاية بهار الهندية. تقع على بعد 150 كم شمال بتنا عاصمة الولاية.

## الجغرافيا
تقع موتيهاري على بعد 165 كم تقريبا شمال غرب بتنا، عاصمة بيهار، وعلى بعد 45 كم من بتيا، و72 كم من مظفر بور، وعلى بعد 40 كيلومترًا من Mehsi، وعلى بعد 30 كيلومترًا من جكيا.

## الطقس

### المناخ
يظهر الجدول التالي التغييرات المناخية على مدار السنة لموتيهاري:
| البيانات المناخية لـموتيهاري      | البيانات المناخية لـموتيهاري | البيانات المناخية لـموتيهاري | البيانات المناخية لـموتيهاري | البيانات المناخية لـموتيهاري | البيانات المناخية لـموتيهاري | البيانات المناخية لـموتيهاري | البيانات المناخية لـموتيهاري | البيانات المناخية لـموتيهاري | البيانات المناخية لـموتيهاري | البيانات المناخية لـموتيهاري | البيانات المناخية لـموتيهاري | البيانات المناخية لـموتيهاري | البيانات المناخية لـموتيهاري |
| الشهر                             | يناير                        | فبراير                       | مارس                         | أبريل                        | مايو                         | يونيو                        | يوليو                        | أغسطس                        | سبتمبر                       | أكتوبر                       | نوفمبر                       | ديسمبر                       | المعدل السنوي                |
| --------------------------------- | ---------------------------- | ---------------------------- | ---------------------------- | ---------------------------- | ---------------------------- | ---------------------------- | ---------------------------- | ---------------------------- | ---------------------------- | ---------------------------- | ---------------------------- | ---------------------------- | ---------------------------- |
| متوسط درجة الحرارة الكبرى °م (°ف) | 22 (72)                      | 26 (78)                      | 31 (88)                      | 34 (93)                      | 36 (96)                      | 34 (93)                      | 32 (90)                      | 32 (90)                      | 32 (89)                      | 30 (86)                      | 27 (80)                      | 23 (74)                      | 30 (86)                      |
| متوسط درجة الحرارة الصغرى °م (°ف) | 8 (47)                       | 11 (51)                      | 15 (59)                      | 21 (69)                      | 24 (75)                      | 26 (79)                      | 26 (79)                      | 26 (79)                      | 25 (77)                      | 21 (69)                      | 13 (56)                      | 9 (48)                       | 19 (66)                      |
| الهطول مم (إنش)                   | 23 (0.9)                     | 10 (0.4)                     | 25 (1)                       | 43 (1.7)                     | 71 (2.8)                     | 200 (7.9)                    | 440 (17.2)                   | 280 (11)                     | 250 (10)                     | 100 (4)                      | 5.1 (0.2)                    | 0 (0)                        | 1٬400 (57)                   |
| المصدر: Weatherbase               |                              |                              |                              |                              |                              |                              |                              |                              |                              |                              |                              |                              |                              |

## أعلام
- راميش تشاندرا جها
- أنانت كومار
- جورج أورويل

## روابط خارجية
- الموقع الرسمي
- Official Website of Tirhut Division
- ApnaMotihari.com